# کینوپریستین/دالفوپریستین
کینوپریستین/دالفوپریستین(به انگلیسی: Quinupristin/dalfopristin) با نام تجاری Synercid ،یک آنتی بیوتیک ترکیبی از دو آنتی‌بیوتیک است که برای درمان عفونت‌های ناشی از استافیلوکوک‌ها و انتروکوکوس فسیوم مقاوم به وانکومایسین مورد استفاده قرار می‌گیرد. 
کینوپریستین و دالفوپریستین هر دو آنتی بیوتیک‌های استرپتوگرامینی هستند که از پریستینامایسین استخراج می‌شوند. نسبت وزنی/وزنی این دو ماده موثره در این دارو، ۳۰٪ کینوپریستین به ۷۰٪ دالفوپریستین است. 